# Championnat de Finlande de football 1957
Navigation
Saison précédente Saison suivante
La saison 1957 du Championnat de Finlande de football était la 28e édition de la première division finlandaise à poule unique, la Mestaruussarja. Les dix meilleurs clubs du pays jouent les uns contre les autres à deux reprises durant la saison, à domicile et à l'extérieur. À la fin de la compétition, les 2 derniers du classement sont relégués et remplacés par les 2 meilleurs clubs d'Ykkonen, la deuxième division finlandaise.
C'est le HPS Helsinki qui est sacré champion de Finlande cette saison, après avoir terminé en tête du classement final, avec un seul point d'avance sur le Haka Valkeakoski et 4 sur le TPS Turku, promu d'Ykkonen. Il s'agit du 4e titre de champion du HPS. Le tenant du titre, le KuPS Kuopio, ne prend que la 4e place, à 7 points du nouveau champion. Cette saison est un tournant dans l'histoire du championnat finlandais, puisque pour la première fois, le vainqueur de la compétition obtient sa qualification pour la Coupe d'Europe des clubs champions.

## Les 10 clubs participants
| - HPS Helsinki - IKissat Tampere - TPS Turku - Promu de Ykkonen - KoRe Kotka - Promu de Ykkonen - KIF Helsinki | - HJK Helsinki - KTP Kotka - Haka Valkeakoski - VPS Vaasa - KuPS Kuopio |

## Compétition

### Classement
Le barème de points servant à établir le classement se décompose ainsi :
- Victoire : 2 points
- Match nul : 1 point
- Défaite : 0 point

| Rang | Équipe           | Pts | J  | G  | N | P  | Bp | Bc | Diff |
| ---- | ---------------- | --- | -- | -- | - | -- | -- | -- | ---- |
| 1    | HPS Helsinki     | 26  | 18 | 11 | 4 | 3  | 49 | 27 | +22  |
| 2    | Haka Valkeakoski | 25  | 18 | 11 | 3 | 4  | 46 | 20 | +26  |
| 3    | TPS Turku P      | 21  | 18 | 7  | 7 | 4  | 45 | 37 | +8   |
| 4    | KuPS Kuopio T    | 19  | 18 | 8  | 3 | 7  | 28 | 34 | -6   |
| 5    | IKissat Tampere  | 18  | 18 | 7  | 4 | 7  | 50 | 34 | +16  |
| 6    | HJK Helsinki     | 18  | 18 | 5  | 8 | 5  | 26 | 26 | 0    |
| 7    | VPS Vaasa        | 16  | 18 | 6  | 4 | 8  | 21 | 30 | -9   |
| 8    | KTP Kotka        | 15  | 18 | 5  | 5 | 8  | 28 | 31 | -3   |
| 9    | KIF Helsinki     | 14  | 18 | 5  | 4 | 9  | 28 | 36 | -8   |
| 10   | KoRe Kotka P     | 8   | 18 | 2  | 4 | 12 | 21 | 67 | -46  |

|  | Qualification pour la Coupe d'Europe des clubs champions 1958-1959                      |
|  | Relégation en deuxième division                                                         |
|  | T Tenant du titre C Vainqueur de la Coupe de Finlande P Club promu de deuxième division |

## Bilan de la saison
| Championnat de Finlande de football 1957                  |                         |
| Champion                                                  | HPS Helsinki (4e titre) |
| Coupes et trophées                                        |                         |
| Vainqueur de la Coupe de Finlande 1957                    | Drott Pietarsaari       |
| Qualifications continentales                              |                         |
| Coupe d'Europe des clubs champions 1958-1959 Premier tour | HPS Helsinki            |
| Promotions et relégations                                 |                         |
| Promus en Mestaruussarja                                  | HIFK                    |
| Promus en Mestaruussarja                                  | VIFK Vaasa              |
| Relégués en Ykkonen                                       | KIF Helsinki            |
| Relégués en Ykkonen                                       | KoRe Kotka              |